# SM U–20 (Osztrák–Magyar Monarchia)
Az SM U-20 a Császári és Királyi Haditengerészet Havmanden-osztályú tengeralattjárója volt, építését a polai Tengerészeti Arzenál végezte. 1917. október 20-án állították szolgálatba, és a háború utolsó hónapjaiban több bevetést is végrehajtott az olasz partok közelében, azonban mind eredménytelenül zárult. 1918. július 4-én az Olasz Haditengerészet F-2 jelzésű tengeralattjárója megtorpedózta, és az osztrák-magyar hajó a teljes legénységével együtt elsüllyedt. 
A hajó roncsait 1962-ben olasz halászok fedezték fel, majd hamarosan kiemelték. A legénység tagjait katonai tiszteletadás mellett temették el a bécsújhelyi Theresianum Katonai Akadémia temetőjében, míg a hajó több része különböző múzeumok-és magánszemélyek tulajdonába került. A hajó parancsnoki tornya ma a bécsi Hadtörténeti Múzeumban tekinthető meg.

## Tervezése és építése
Az SM U-20 és testvérhajóinak szerkezete és kialakítása a Dán Királyi Haditengerészet ún. Havmanden-osztályú tengeralattjáróin alapultak. Ezeket a hajókat, elsőként a Havmanden-t a fiumei Whitehead céggel kötött szerződés alapján kezdték el építeni 1911-ben. 
A Császári és Királyi Haditengerészet parancsnoksága Thierry Ferenc fregattkapitány, a tengeralattjáró erők parancsnokának szorgalmazására 1915-ben úgy határozott, hogy a Whitehead Művek lefoglalt Havmanden-típusú tervei alapján, hazai gyárakban építtet új tengeralattjárókat a flotta számára. Az új hajók megépítésére a Whitehead Művek tulajdonosa, Robert Whitehead 1915. február 28-án megalapította a Magyar Tengeralattjáró-építő Részvénytársaságot. Whitehead munkásainak és gyártelepének egy részét a részvénytársaság rendelkezésére bocsátotta. Így jött létre a Magyar Tengeralattjáró-építő Rt. (Ungarische Unterseebootsbau AG, hivatalos rövidítése: UBAG). A trieszti Stabilimento Tecnico és a polai Arzenál, valamint a Danubius hajógyárakkal lefolytatott konkurenciaharcok után az a kompromisszum született, hogy a négy tengeralattjáró fődarabjait a Stabilimento Tecnico és a polai Arzenál szállítja, az összeállítást pedig a Whitehead leányvállalata az UBAG és a polai Arzenál hajtja végre. 
Az SM U-20 gerincét 1915. szeptember 29-én fektették le és közel egyéves munkálatokat követően, 1916. szeptember 18-án bocsátották vízre a polai Tengerészeti Arzenálban. Ezt követően próbaútakon vett részt, amelyek során korán felszínre kerültek a típus technikai hibái, amelyek következtében a tengeralattjáró csak 1917. október 20-án állhatott hivatalosan szolgálatba. 1917-re a Hamvaden-típusú tengeralattjárók nagyrészt elavulttá váltak már, emellett továbbra is rengeteg problémával küszködtek az üzemidejük során, mely jelentősen akadályozta az SM U-20 és a később szolgálatba állított testvérhajói (U–21, U–22, U–23) eredményes tevékenységét.

## Szolgálata

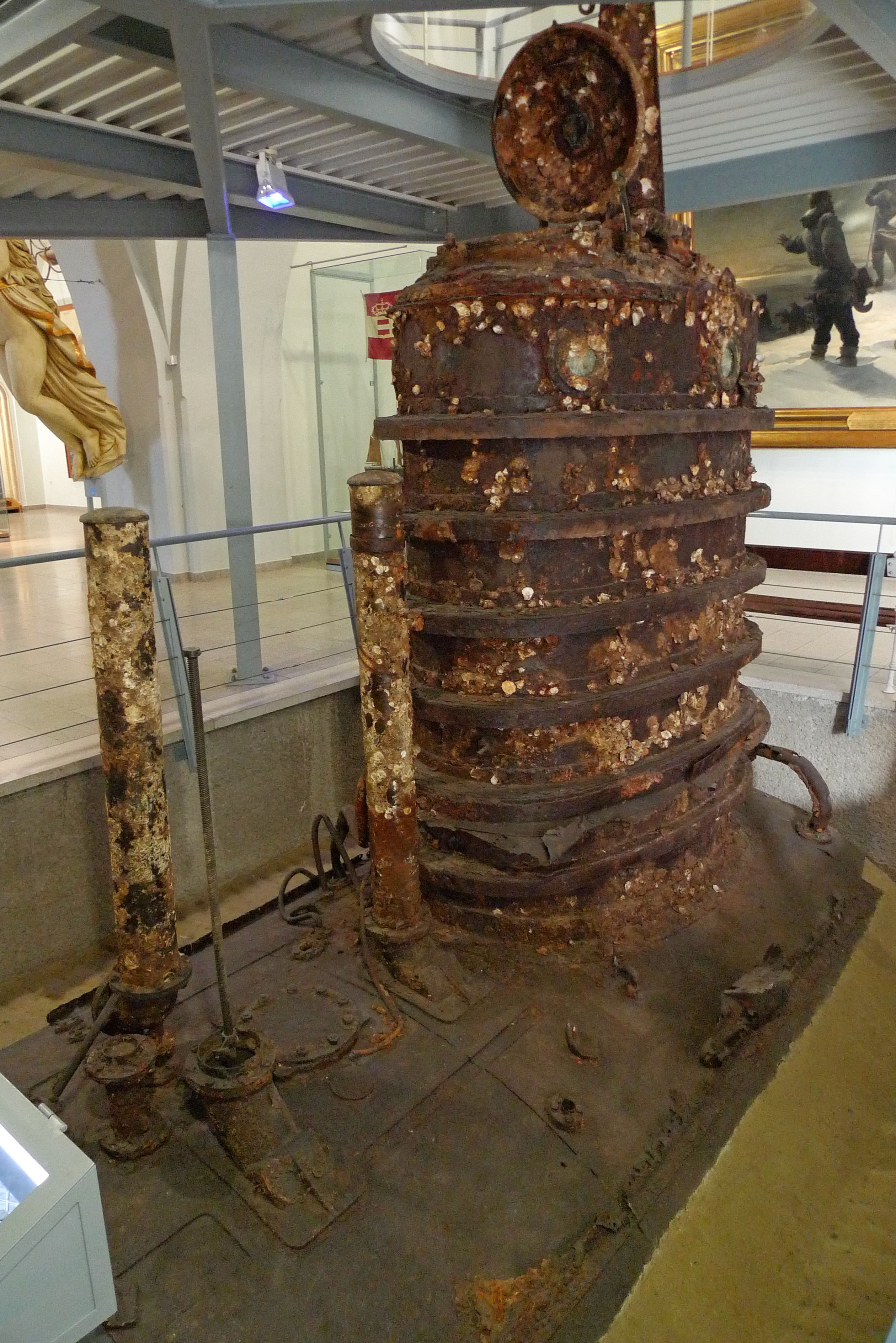
Az SM U–20 hajótornya a bécsi Hadtörténeti Múzeumben (Heeresgeschichtliches Museum)

Az SM U–20 1916. szeptember 18-i vízrebocsátását követően még ősszel, november folyamán több változtatást, utólagos átalakítást és módosítást hajtottak végre a hajon, többek közt a hajó fedélzetén elhelyezett 7 cm/L18-as löveg helyett egy 7 cm/L26-os löveg került beszerelésre. Ezt követően a tengeralattjáró próbautakon vett részt, melyek egyikén, 1917. március 15-én a Fažana-csatornában az SMS Admiral Spaun gyorscirkáló komolyabb károkat okozott a búvárnaszádban, amikor figyelmetlenségből nekiütközött, elgázolta azt. A felszíni hadihajó orra a toronynál találta el a periszkópmélységben manőverező tengeralattjárót, mely 15 fokban megdőlt és lesüllyedt a tengerfenékre, de hamarosan sikerült a felszínre emelkednie. A hajótest komolyabb károkat nem szenvedett, vízbetörések nem voltak, de a torony lemezei behorpadtak, a tengeralattjáró mindkét periszkópja tönkrement és a löveg is kiszakadt, amit utóbb sikerült a vízből kiemelni. Az esetet követően a hajó parancsnokát, Klemens Ritter von Bézard sorhajóhadnagyot írásbeli megrovásban részesítették, mivel „a parancsnok önhatalmúan átlépte lemerült hajójával a számára gyakorlás céljára kijelölt körzetet, és ezzel egy a számára tilos körzetbe került, továbbá a kifutás, valamint a menet során elmulasztotta a megfelelő figyelést”.
A javítási munkálatok miatt a tengeralattjárót végül csak 1917. október 20-án állították szolgálatba előbb Franz Rzemenowsky von Trautenegg, majd Hermann Rigele parancsnoksága alatt, azonban az olasz partok felé végrehajtott őrjáratokat rendszerint technikai problémák és üzemzavarok miatt gyakran fel kellett függeszteni. 1918. február 22-én Pólából Triesztbe helyezték át, innen március 6-án Velence előtti felderítésre indult. 1918. március 11-én a hajó parancsnokságát Ludwig Müller sorhajóhadnagy vette át. Április 6-9. között ismét itt teljesített bevetést, április 7-én eredménytelenül csapott össze egy olasz tengeralattjáróval. Június 16-20. és június 22-26. között újabb bevetéseket hajtott végre Velence térségében. Július 3-án Triesztből őrjáratra indult Cortellazzo-Porto Margherita–Tagliamento térségébe. Július 7-én a Tagliamento-torkolat közelében akkumulátortöltés közben az olasz F-2 jelzésű tengeralattjáró megtorpedózta, melynek következtében a tengeralattjáró a teljes legénységével együtt elsüllyedt.
1962 júniusában a huszonöt méter mélységben fekvő roncsra olasz halászok bukkantak rá, akiknek beleakadt a hálójuk a hajó maradványaiba. Ezt követően az olasz Suberti&Sponza mentőcég kiemelte a roncsokat, a hajó belsejében megtalált tizenkét tengerész maradványait 1962. augusztus 1-én katonai tiszteletadás mellett temették el a bécsújhelyi Theresianum Katonai Akadémia temetőjében. A hajó több része (köztük a parancsnoki torony) ma a  bécsi Hadtörténeti Múzeum gyűjteményének része, míg a hajó más részei Grazban vagy magánszemélyeknél találhatóak meg.

## Parancsnokai
| Név                              | Rang           | Hivatal kezdete    | Hivatal vége       |
| -------------------------------- | -------------- | ------------------ | ------------------ |
| Klemens Ritter von Bézard        | sorhajóhadnagy | 1916. május 28.    | 1917. április 14.  |
| Franz Rzemenowsky von Trautenegg | sorhajóhadnagy | 1917. július 28.   | 1917. november 29. |
| Hermann Rigele                   | sorhajóhadnagy | 1917. november 29. | 1918. március 11.  |
| Ludwig Müller                    | sorhajóhadnagy | 1918. március 11.  | 1918. július 4.    |